# کریس فروم
کریس فروم (اسپانیایی: Chris Froome‎؛ زادهٔ ۲۰ مهٔ ۱۹۸۵) یک دوچرخه‌سوار اهل بریتانیا است. او که در رشته دوچرخه‌سواری جاده فعالیت دارد یکی از موفق‌ترین دوچرخه‌سوارهای سال‌های اخیر است. فروم اگر چه در کنیا و آفریقای جنوبی بزرگ شده ولی با توجه به بریتانیایی بودن پدر و پدربزرگش از سال ۲۰۰۸ با نام بریتانیا در مسابقات شرکت می‌کند. او در سال‌های ۲۰۱۳ ، ۲۰۱۵ ، ۲۰۱۶ و ۲۰۱۷ قهرمان مسابقات تور دو فرانس شده است.

## دستاوردها

### نتایج در گرند تورها
| گرند تور       | ۲۰۰۸ | ۲۰۰۹ | ۲۰۱۰  | ۲۰۱۱ | ۲۰۱۲ | ۲۰۱۳ | ۲۰۱۴   | ۲۰۱۵   | ۲۰۱۶ |
| -------------- | ---- | ---- | ----- | ---- | ---- | ---- | ------ | ------ | ---- |
| جیرو دیتالیا   | —    | ۳۴   | اخراج | —    | —    | —    | —      | —      | —    |
| تور دو فرانس   | ۸۳   | —    | —     | —    | ۲    | ۱    | ناتمام | ۱      | ۱    |
| ووئلتا اسپانیا | —    | —    | —     | ۲    | ۴    | —    | ۲      | ناتمام | ۲    |